# Nu Persei
Nu Persei (41 Persei) é uma estrela na direção da constelação de Perseus. Possui uma ascensão reta de 03h 45m 11.64s e uma declinação de +42° 34′ 42.8″. Sua magnitude aparente é igual a 3.77. Considerando sua distância de 556 anos-luz em relação à Terra, sua magnitude absoluta é igual a 1.11. Pertence à classe espectral F5IIvar.